# 张自忠旧居

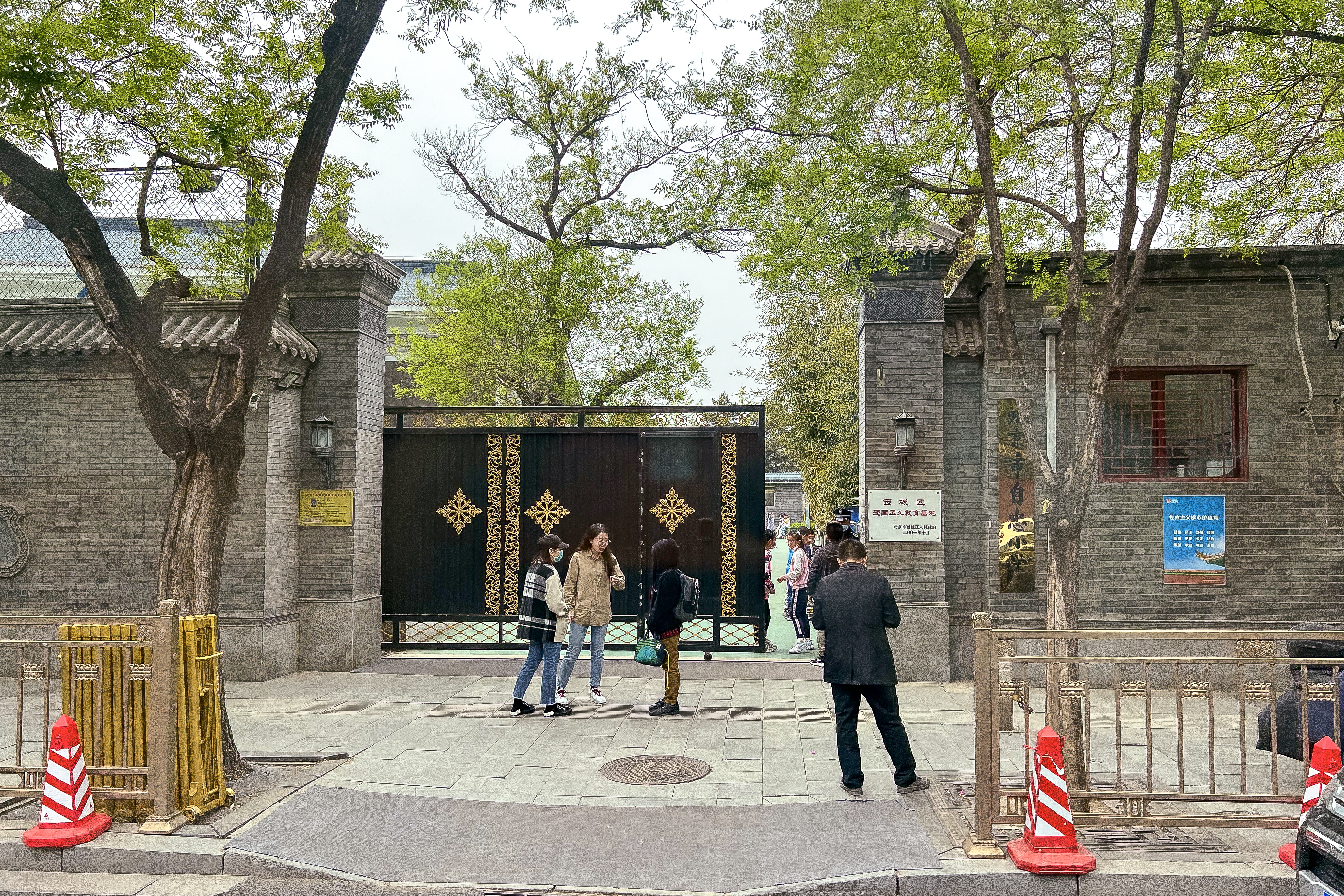
张自忠旧居所在的自忠小学府右街丙27号校区正门

张自忠旧居是位于北京市西城区府右街丙27号的抗日战争知名国军将领张自忠的旧居。

## 历史
张自忠旧居是张自忠于1934年在府右街椅子胡同4号（旧门牌）所购住宅。该住宅原为北洋政府大总统府侍卫长徐邦杰的房产，占地十多亩，约有一百多间房。但由于徐家家道中落，房屋十分破败。张自忠购买此住宅后，经过简单修缮，于1935年初入住。张自忠在该住宅居住未满三年，便于1937年赴抗日战场，此后直到战死，再未回来。
1947年，自幼随张自忠长大的侄女在该住宅创办了自忠小学。1950年，该校并入北京小学。后来自忠小学复校。如今，张自忠旧居位于自忠小学院内，由自忠小学管理使用。
1989年，该旧居被列入西城区文物保护单位。2011年，被列入北京市文物保护单位。

## 建筑
张自忠旧居大门朝西，门前留有一段当年胡同的道路，门内留有两个院落。西院的北房原为张自忠的书房，东院（原为中院）的北房原为张自忠的卧室，东耳房为盥洗室。
张自忠卧室所在的东院内，立着1988年所刻的纪念碑，碑上刻有周恩来当年为张自忠题写的悼词：“其忠义之志，壮烈之气，直可以为我国抗战军人之魂。”